# Grand Prix automobile du Canada 1997
GP précédent GP suivant
Le Grand Prix automobile du Canada 1997 (Grand Prix Player's du Canada 1997), disputé sur le circuit Gilles-Villeneuve de Montréal le 15 juin 1997, est la 604e épreuve de l'histoire du championnat du monde de Formule 1 courue depuis 1950 et la septième manche du championnat 1997.

## Engagés
Sur les douze écuries engagées au début du championnat, onze sont présentes au Grand Prix du Canada : l'écurie MasterCard Lola F1 Team ayant déclaré forfait pour le reste de la saison à l'occasion de la deuxième manche du calendrier, au Brésil.
Concernant les vingt-deux pilotes titulaires, on enregistre un forfait : celui de Gerhard Berger. Le pilote de l'écurie Benetton souffre des sinus et est remplacé par son compatriote Alexander Wurz dont c'est le premier Grand Prix en Formule 1.
| Écurie                               | Numéro | Pilotes               | Châssis        | Moteur                | Pneus |
| ------------------------------------ | ------ | --------------------- | -------------- | --------------------- | ----- |
| Danka Arrows Yamaha                  | 1      | Damon Hill            | Arrows A18     | Yamaha 3.0 V10        | B     |
| Danka Arrows Yamaha                  | 2      | Pedro Diniz           | Arrows A18     | Yamaha 3.0 V10        | B     |
| Rothmans Williams Renault            | 3      | Jacques Villeneuve    | Williams FW19  | Renault 3.0 V10       | G     |
| Rothmans Williams Renault            | 4      | Heinz-Harald Frentzen | Williams FW19  | Renault 3.0 V10       | G     |
| Scuderia Ferrari Marlboro            | 5      | Michael Schumacher    | Ferrari F310B  | Ferrari 3.0 V10       | G     |
| Scuderia Ferrari Marlboro            | 6      | Eddie Irvine          | Ferrari F310B  | Ferrari 3.0 V10       | G     |
| Mild Seven Benetton Renault          | 7      | Jean Alesi            | Benetton B197  | Renault 3.0 V10       | G     |
| Mild Seven Benetton Renault          | 8      | Alexander Wurz        | Benetton B197  | Renault 3.0 V10       | G     |
| West McLaren Mercedes                | 9      | Mika Häkkinen         | McLaren MP4-12 | Mercedes-Benz 3.0 V10 | G     |
| West McLaren Mercedes                | 10     | David Coulthard       | McLaren MP4-12 | Mercedes-Benz 3.0 V10 | G     |
| Benson & Hedges Total Jordan Peugeot | 11     | Ralf Schumacher       | Jordan 197     | Peugeot 3.0 V10       | G     |
| Benson & Hedges Total Jordan Peugeot | 12     | Giancarlo Fisichella  | Jordan 197     | Peugeot 3.0 V10       | G     |
| Prost Gauloises Blondes              | 14     | Olivier Panis         | Prost JS45     | Mugen-Honda 3.0 V10   | B     |
| Prost Gauloises Blondes              | 15     | Shinji Nakano         | Prost JS45     | Mugen-Honda 3.0 V10   | B     |
| Red Bull Sauber Petronas             | 16     | Johnny Herbert        | Sauber C16     | Petronas 3.0 V10      | G     |
| Red Bull Sauber Petronas             | 17     | Gianni Morbidelli     | Sauber C16     | Petronas 3.0 V10      | G     |
| PIAA Tyrrell                         | 18     | Jos Verstappen        | Tyrrell 025    | Ford ED4 3.0 V8       | G     |
| PIAA Tyrrell                         | 19     | Mika Salo             | Tyrrell 025    | Ford ED4 3.0 V8       | G     |
| Minardi F1 Team                      | 20     | Ukyo Katayama         | Minardi M197   | Hard 3.0 V8           | B     |
| Minardi F1 Team                      | 21     | Jarno Trulli          | Minardi M197   | Hard 3.0 V8           | B     |
| HSBC Malaysia Stewart Ford           | 22     | Rubens Barrichello    | Stewart SF01   | Ford Zetec-R 3.0 V10  | B     |
| HSBC Malaysia Stewart Ford           | 23     | Jan Magnussen         | Stewart SF01   | Ford Zetec-R 3.0 V10  | B     |

## Résultats des qualifications
Comme c'est le cas depuis la saison 1996, il n'y a plus qu'une seule séance de qualifications, le samedi après-midi, et elle est limitée à douze tours complets maximum par pilote. Également introduite en 1996, la règle des 107% est également appliquée : si un pilote signe un temps supérieur à 107% de celui de la pole position, il ne sera pas autorisé à prendre le départ de la course.
Michael Schumacher réalise sa première pole position de la saison avec un temps de 1 min 18 s 095.

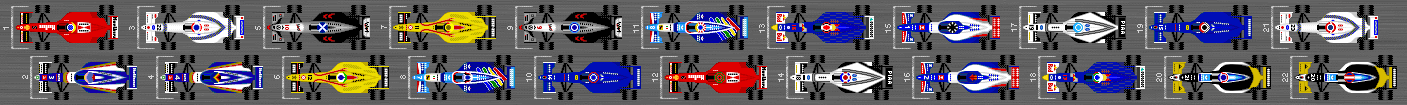
La grille de qualification du Grand Prix du Canada 1997.

| Pos.                            | No | Pilote                | Écurie            | Temps          | Écart    | Tours |
| ------------------------------- | -- | --------------------- | ----------------- | -------------- | -------- | ----- |
| 1                               | 5  | Michael Schumacher    | Ferrari           | 1 min 18 s 095 |          | 11    |
| 2                               | 3  | Jacques Villeneuve    | Williams-Renault  | 1 min 18 s 108 | +0 s 013 | 12    |
| 3                               | 22 | Rubens Barrichello    | Stewart-Ford      | 1 min 18 s 388 | +0 s 293 | 12    |
| 4                               | 4  | Heinz-Harald Frentzen | Williams-Renault  | 1 min 18 s 464 | +0 s 369 | 11    |
| 5                               | 10 | David Coulthard       | McLaren-Mercedes  | 1 min 18 s 466 | +0 s 371 | 8     |
| 6                               | 12 | Giancarlo Fisichella  | Jordan-Peugeot    | 1 min 18 s 750 | +0 s 655 | 12    |
| 7                               | 11 | Ralf Schumacher       | Jordan-Peugeot    | 1 min 18 s 869 | +0 s 774 | 11    |
| 8                               | 7  | Jean Alesi            | Benetton-Renault  | 1 min 18 s 899 | +0 s 804 | 10    |
| 9                               | 9  | Mika Häkkinen         | McLaren-Mercedes  | 1 min 18 s 916 | +0 s 821 | 9     |
| 10                              | 14 | Olivier Panis         | Prost-Mugen-Honda | 1 min 19 s 034 | +0 s 939 | 11    |
| 11                              | 8  | Alexander Wurz        | Benetton-Renault  | 1 min 19 s 286 | +1 s 191 | 10    |
| 12                              | 6  | Eddie Irvine          | Ferrari           | 1 min 19 s 503 | +1 s 408 | 12    |
| 13                              | 16 | Johnny Herbert        | Sauber-Petronas   | 1 min 19 s 622 | +1 s 527 | 11    |
| 14                              | 18 | Jos Verstappen        | Tyrrell-Ford      | 1 min 20 s 102 | +2 s 007 | 10    |
| 15                              | 1  | Damon Hill            | Arrows-Yamaha     | 1 min 20 s 129 | +2 s 034 | 12    |
| 16                              | 2  | Pedro Diniz           | Arrows-Yamaha     | 1 min 20 s 175 | +2 s 080 | 12    |
| 17                              | 19 | Mika Salo             | Tyrrell-Ford      | 1 min 20 s 336 | +2 s 241 | 10    |
| 18                              | 17 | Gianni Morbidelli     | Sauber-Petronas   | 1 min 20 s 357 | +2 s 262 | 12    |
| 19                              | 15 | Shinji Nakano         | Prost-Mugen-Honda | 1 min 20 s 370 | +2 s 275 | 12    |
| 20                              | 21 | Jarno Trulli          | Minardi-Hart      | 1 min 20 s 370 | +2 s 275 | 10    |
| 21                              | 23 | Jan Magnussen         | Stewart-Ford      | 1 min 20 s 491 | +2 s 396 | 9     |
| 22                              | 20 | Ukyo Katayama         | Minardi-Hart      | 1 min 21 s 034 | +2 s 939 | 11    |
| Règle des 107% : 1 min 23 s 562 |    |                       |                   |                |          |       |

## Course

### Déroulement de l'épreuve

#### Le chassé-croisé Schumacher-Coulthard
Michael Schumacher vire en tête au premier virage devant Villeneuve, Fisichella, Alesi, Coulthard et Frentzen. Poussé par la Ferrari d'Eddie Irvine, Olivier Panis percute la McLaren de Mika Häkkinen et les deux pilotes repassent aussitôt par les stands. Son support d'aileron arrière étant trop endommagé, Hakkinen abandonne. Olivier Panis reprend la piste en dernière position.
Au deuxième tour, Jacques Villeneuve abandonne après avoir percuté le mur à la dernière chicane, qui portera à partir de 1999 le surnom de « Mur des champions ». Au sixième tour, Katayama, alors seizième, part à la faute et tape le mur dans la ligne droite menant à l'épingle du dernier secteur. La voiture de sécurité entre en piste au tour suivant afin de permettre aux commissaires de nettoyer les débris qui jonchent la piste. Elle s'efface au dixième tour et Schumacher occupe toujours la tête de la course.
Schumacher effectue son premier ravitaillement au vingt-septième tour. Coulthard, sur une stratégie à un seul arrêt, est le nouveau leader. Il effectue son unique arrêt au quarantième tour ce qui permet à Schumacher de reprendre la tête. Le pilote allemand ravitaille à nouveau au cinquante-et-unième tour, permettant à l'Ecossais d'être à nouveau en tête.
Mais au cinquante-deuxième tour, Coulthard qui ne devait effectuer qu'un seul arrêt, est contraint de repasser par les stands car ses pneus sont trop usés. Mais il cale au moment de repartir et se retrouve alors huitième, Schumacher en ayant profité pour repasser en tête. C'est à ce moment-là que survient l'accident d'Olivier Panis.

#### L'accident d'Olivier Panis
Le pilote français percute le mur qui se situe à la fin de la première portion de circuit et s'écrase ensuite dans un mur de pneus dont plusieurs se retrouvent éparpillés sur la piste. Les sauveteurs le hissent sans aucune précaution hors de son cockpit. La voiture de sécurité entre en piste au cinquante-troisième tour mais dès le tour suivant, la course est définitivement interrompue. La course n'étant pas relancée, le classement est figé au cinquante-quatrième tour.
Olivier Panis est d'abord emmené au centre médical d'urgence du circuit avant d'être transféré en hélicoptère vers l'hôpital du Sacré-Cœur de Montréal. L'état du pilote nécessite une intervention chirurgicale dans la soirée. Le pilote souffre d'une double fracture tibia-péroné aux deux jambes.
Selon Alain Prost, le directeur de l'écurie Prost Grand Prix, dont Panis est le pilote, l'accident est la conséquence d'une rupture d'une pièce de suspension arrière. Selon Prost, elle peut avoir été causée par l'accrochage de Panis au premier tour avec Hakkinen ou lorsque Panis avait touché le mur à l'entrée de la ligne droite des stands avec sa roue arrière droite avant qu'il effectue son deuxième ravitaillement.
Depuis la création du championnat du monde en 1950, c'est la troisième fois qu'une course est interrompue définitivement à la suite d'un accident après l'Espagne en 1975 et le Portugal en 1990.

### Classement de la course

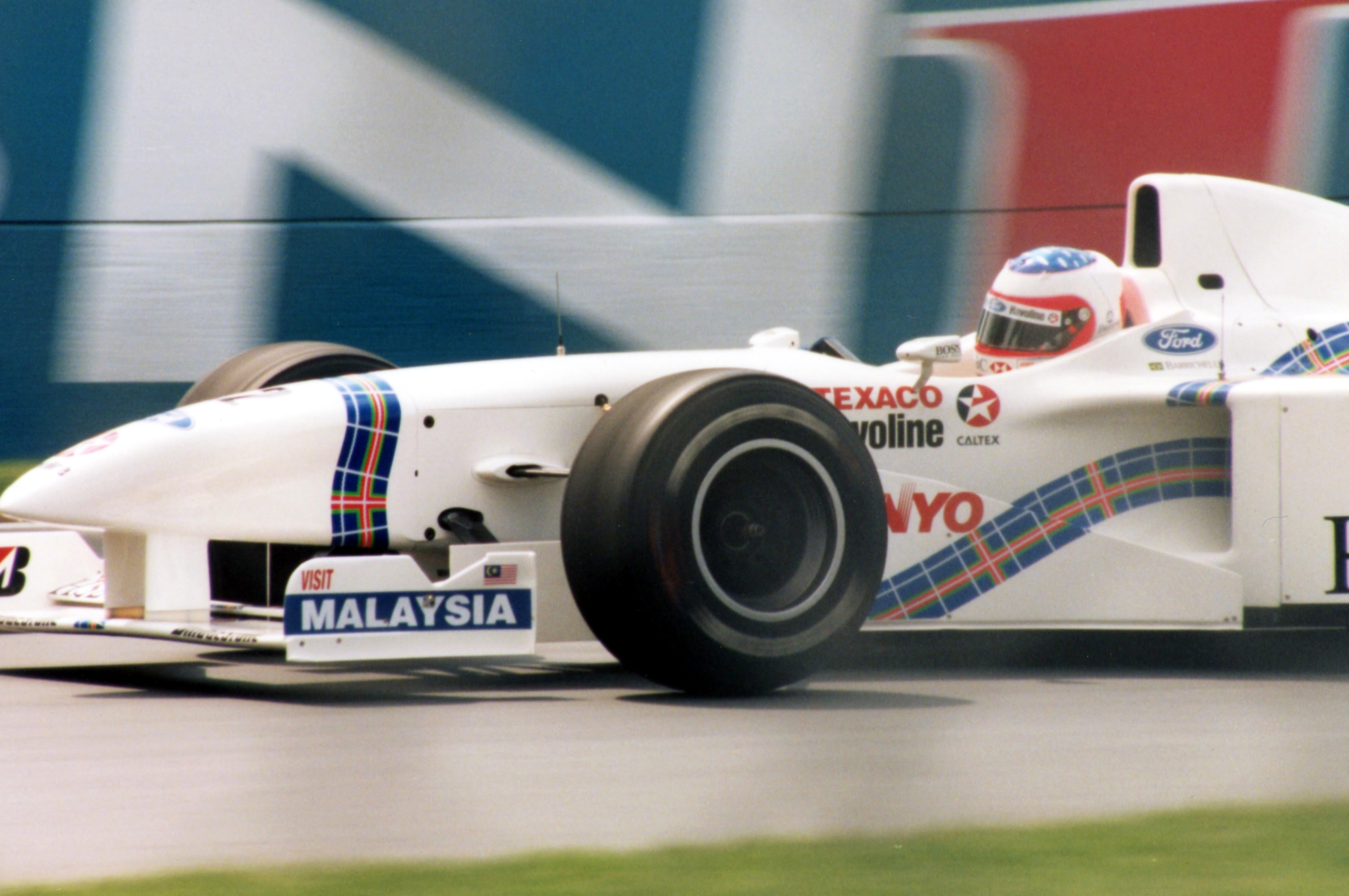
Rubens Barrichello sur Stewart Grand Prix à Montréal en 1997

| Pos. | No | Pilote                | Écurie            | Tours | Temps/Abandon                      | Grille | Points |
| ---- | -- | --------------------- | ----------------- | ----- | ---------------------------------- | ------ | ------ |
| 1    | 5  | Michael Schumacher    | Ferrari           | 54    | 1 h 17 min 40 s 646 (184,404 km/h) | 1      | 10     |
| 2    | 7  | Jean Alesi            | Benetton-Renault  | 54    | + 2 s 565                          | 8      | 6      |
| 3    | 12 | Giancarlo Fisichella  | Jordan-Peugeot    | 54    | + 3 s 219                          | 6      | 4      |
| 4    | 4  | Heinz-Harald Frentzen | Williams-Renault  | 54    | + 3 s 768                          | 4      | 3      |
| 5    | 16 | Johnny Herbert        | Sauber-Petronas   | 54    | + 4 s 716                          | 13     | 2      |
| 6    | 15 | Shinji Nakano         | Prost-Mugen-Honda | 54    | + 36 s 701                         | 19     | 1      |
| 7    | 10 | David Coulthard       | McLaren-Mercedes  | 54    | + 37 s 753                         | 5      |        |
| 8    | 2  | Pedro Diniz           | Arrows-Yamaha     | 53    | + 1 tour                           | 16     |        |
| 9    | 1  | Damon Hill            | Arrows-Yamaha     | 53    | + 1 tour                           | 15     |        |
| 10   | 17 | Gianni Morbidelli     | Sauber-Petronas   | 53    | + 1 tour                           | 18     |        |
| Abd. | 14 | Olivier Panis         | Prost-Mugen-Honda | 51    | Accident                           | 10     |        |
| Abd. | 19 | Mika Salo             | Tyrrell-Ford      | 46    | Moteur                             | 17     |        |
| Abd. | 18 | Jos Verstappen        | Tyrrell-Ford      | 42    | Boîte de vitesses                  | 14     |        |
| Abd. | 8  | Alexander Wurz        | Benetton-Renault  | 35    | Transmission                       | 11     |        |
| Abd. | 22 | Rubens Barrichello    | Stewart-Ford      | 33    | Boîte de vitesses                  | 3      |        |
| Abd. | 21 | Jarno Trulli          | Minardi-Hart      | 32    | Moteur                             | 20     |        |
| Abd. | 11 | Ralf Schumacher       | Jordan-Peugeot    | 14    | Accident                           | 7      |        |
| Abd. | 20 | Ukyo Katayama         | Minardi-Hart      | 5     | Accident                           | 22     |        |
| Abd. | 3  | Jacques Villeneuve    | Williams-Renault  | 1     | Accident                           | 2      |        |
| Abd. | 9  | Mika Häkkinen         | McLaren-Mercedes  | 0     | Collision                          | 9      |        |
| Abd. | 6  | Eddie Irvine          | Ferrari           | 0     | Collision                          | 12     |        |
| Abd. | 23 | Jan Magnussen         | Stewart-Ford      | 0     | Collision                          | 21     |        |

### Pole position et record du tour
- Pole position : Michael Schumacher en 1 min 18 s 095 (vitesse moyenne : 203,798 km/h).
- Meilleur tour en course : David Coulthard en 1 min 19 s 635 au 37e tour (vitesse moyenne : 199,857 km/h).

### Tours en tête
- Michael Schumacher 34 (1-27 / 40-43 / 52-54)
- David Coulthard 20 (28-39 / 44-51)

## Statistiques
- 24e victoire pour Michael Schumacher.
- 110e victoire pour Ferrari en tant que constructeur.
- 110e victoire pour Ferrari en tant que motoriste.
- 1er point pour Shinji Nakano.
- Course neutralisée du septième au neuvième tour pour permettre le dégagement de la Minardi de Ukyo Katayama, puis stoppée au 54e tour, après l'accident d'Olivier Panis.